# Jacob Marley
Jacob Marley es el nombre del personaje ficticio de la novela de 1843 A Christmas Carol de Charles Dickens. Debido a su incontrolable avaricia y tacañería e imparable abuso de ganancias a costa de sus clientes, su espíritu está condenado a llevar por toda la eternidad una pesada y larga cadena forjada en vida, metro a metro, como forma de pago por sus malas acciones. Durante su vida, él y su socio, Ebenezer Scrooge, dedicaban horas interminables de trabajo de prestamistas en su vieja casa de cambio a base de explotaciones a sus empleados, sin proveerles de un pago justo para cubrir sus necesidades más elementales. Ambos presentaban un trato sumamente denigrante hacia las personas sin recursos, especialmente en la época decembrina, al negarse casi por completo a otorgarles como descanso el día de la Navidad. Su personaje le otorga el título al primer capítulo (o en este caso, a la primera estrofa) de la novela, para describir la vida de Scrooge y la casa de cambio donde ambos trabajaban hasta el fallecimiento de Marley: Scrooge siguió laborando ahí. Es también la primera aparición que se le presenta a Scrooge en el lapso de esa noche de Nochebuena y la madrugada de Navidad. 
En el séptimo aniversario de su muerte, que es en la Nochebuena, el espectro de Marley se le presenta a su ex socio superviviente Ebenezer Scrooge, para anunciarle que recibiría la visita de tres fantasmas más en las horas siguientes, para evitarle un destino similar al suyo y al de los otras almas en pena. El primer indicio de su cita con Scrooge es el llamador de la puerta de entrada a su casa, que tomó el rostro que el fantasma tenía en vida por algunos segundos y, acto seguido, empieza a escucharse en la sala de Scrooge el arrastre de su pesada cadena desde el portón principal hasta las escaleras del edificio. Scrooge no cree en su presencia hasta que los gritos de lamento del espectro retumbaron terroríficamente en la sala. Cuando el fantasma finalmente le muestra el posible destino que le espera a Scrooge, en caso de no escuchar las señales de los espíritus de los tres tiempos (Espíritu de las Navidades Pasadas, Espíritu de las Navidades Presentes y el Espíritu de las Navidades Futuras), el espectro de Marley se aleja de la misma manera que había llegado, para ya no ser visto jamás.
- Datos: Q657403